# Makoúnta
Makoúnta (grec moderne : Μακούντα) est un village chypriote situé dans le district de Paphos et comptant plus de 116 habitants.